# Cistus strigosus
Cistus strigosus är en solvändeväxtart som beskrevs av Jean-Pierre Demoly. Cistus strigosus ingår i släktet Cistus och familjen solvändeväxter. Inga underarter finns listade i Catalogue of Life.